# Эльблонг (река)
Э́льблонг (пол. Rzeka Elbląg) — река на севере Польши.
Высота истока — 0,1 м над уровнем моря.
Длина реки — 14,5 км. Река вытекает из озера Друзно, протекает в северном направлении по территории Варминьско-Мазурского воеводства и одноимённого города, после чего впадает в Калининградский залив.
Река судоходна на всём протяжении, являясь частью системы Эльблонгского и Ягеллонского каналов.
Течение реки крайне медленное, при северном и северо-восточном ветре и приливе направление течения может измениться на противоположное, и воды Балтики попадают в Друзно.